# Nordgraben (Flensburg)
Der Nordgraben ist ein Bach im Norden der Stadt Flensburg beziehungsweise im Osten der Gemeinde Harrislee.
Er ist trotz seiner Namensähnlichkeit nicht mit dem Nordergraben der Flensburger Stadtbefestigung zu verwechseln.

## Hintergrund
Der Nordgraben hat seine Anfänge in Flensburger und Harrisleer Bereichen des Klueser Waldes. Hierbei wird auf dem Harrisleer Gemeindegebiet eine Teichanlage vom Nordgraben entwässert. Der ungefähr 700 Meter lange Bach verläuft durchgehend südwärts, um schließlich im Lachsbach zu münden.
Die Wiese zwischen der Bundesstraße 200, dem Lachsbach und dem Nordgraben im Mündungsbereich gehört seit Juli 2018 der Flensburg-Gruppe des NABU. Die Bachwiese soll als blütenreiche Insektenwiese dienen.